# 야마나카코촌
야마나카코촌(일본어: 山中湖村)은 일본 야마나시현 남동부 미나미쓰루군의 촌이다.

## 지리
마을 중심부에 후지 5호 중 하나인 야마나카호가 있고 취락은 주로 북서쪽의 국도 138호선과 북동쪽의 국도 413호선이 합류하는 호수 남쪽 기슭에 퍼져 있다. 남동 방향으로 후지산이 보이고 기슭에는 나시가하라 고원이 펼쳐져 있다. 동쪽에는 단자와 산지가 위치한다. 기후가 냉량해 야마나시현의 유수한 관광지가 되었고 호수 북쪽 기슭의 후요우다이와 남안의 아사히가오카는 별장지가 되었다. 여름철은 도쿄권이나 나고야권의 피서지로 사람들이 북적거리지만 겨울철은 눈이 쌓이는 날이 많다.

### 기후
전 지역이 해발 1,000m 전후의 고지대이기 때문에 현내에서도 비교적 한랭하며 연평균 기온은 8.8℃로 홋카이도 수준이다. 또 작은 분지이므로 한난의 차이가 심하며, 특히 여름철은 낮이라도 시원하고 밤에는 쌀쌀하게 느껴질 때도 있다. 겨울철은 눈이 쌓이는 날이 많고 또 야마나카호는 결빙된다. 최저 기온이 ―15℃ 이하가 되기도 한다.
| 야마나카코촌의 기후                                          | 야마나카코촌의 기후 | 야마나카코촌의 기후 | 야마나카코촌의 기후 | 야마나카코촌의 기후 | 야마나카코촌의 기후 | 야마나카코촌의 기후 | 야마나카코촌의 기후 | 야마나카코촌의 기후 | 야마나카코촌의 기후 | 야마나카코촌의 기후 | 야마나카코촌의 기후 | 야마나카코촌의 기후 | 야마나카코촌의 기후 |
| 월                                                           | 1월                 | 2월                 | 3월                 | 4월                 | 5월                 | 6월                 | 7월                 | 8월                 | 9월                 | 10월                | 11월                | 12월                | 연간                |
| ------------------------------------------------------------ | ------------------- | ------------------- | ------------------- | ------------------- | ------------------- | ------------------- | ------------------- | ------------------- | ------------------- | ------------------- | ------------------- | ------------------- | ------------------- |
| 역대 최고 기온 °C (°F)                                       | 17.5 (63.5)         | 19.3 (66.7)         | 23.2 (73.8)         | 28.0 (82.4)         | 30.0 (86.0)         | 32.8 (91.0)         | 33.2 (91.8)         | 33.3 (91.9)         | 32.1 (89.8)         | 29.5 (85.1)         | 24.2 (75.6)         | 20.5 (68.9)         | 33.3 (91.9)         |
| 일평균 최고 기온 °C (°F)                                     | 4.0 (39.2)          | 5.0 (41.0)          | 8.8 (47.8)          | 14.5 (58.1)         | 19.1 (66.4)         | 21.5 (70.7)         | 25.7 (78.3)         | 26.6 (79.9)         | 22.4 (72.3)         | 16.9 (62.4)         | 12.4 (54.3)         | 6.9 (44.4)          | 15.3 (59.6)         |
| 일일 평균 기온 °C (°F)                                       | −2.4 (27.7)         | −1.2 (29.8)         | 2.5 (36.5)          | 7.9 (46.2)          | 12.8 (55.0)         | 16.5 (61.7)         | 20.6 (69.1)         | 21.2 (70.2)         | 17.4 (63.3)         | 11.6 (52.9)         | 5.9 (42.6)          | 0.5 (32.9)          | 9.4 (49.0)          |
| 일평균 최저 기온 °C (°F)                                     | −8.9 (16.0)         | −7.7 (18.1)         | −3.6 (25.5)         | 1.4 (34.5)          | 6.7 (44.1)          | 12.1 (53.8)         | 16.4 (61.5)         | 16.8 (62.2)         | 13.2 (55.8)         | 6.7 (44.1)          | 0.1 (32.2)          | −5.6 (21.9)         | 4.0 (39.1)          |
| 역대 최저 기온 °C (°F)                                       | −19.5 (−3.1)        | −22.2 (−8.0)        | −19.6 (−3.3)        | −14.1 (6.6)         | −5.3 (22.5)         | 3.4 (38.1)          | 8.4 (47.1)          | 8.8 (47.8)          | 0.5 (32.9)          | −5.8 (21.6)         | −9.6 (14.7)         | −16.6 (2.1)         | −22.2 (−8.0)        |
| 평균 강수량 mm (인치)                                        | 82.1 (3.23)         | 80.8 (3.18)         | 174.6 (6.87)        | 181.1 (7.13)        | 188.0 (7.40)        | 221.2 (8.71)        | 219.9 (8.66)        | 224.0 (8.82)        | 375.1 (14.77)       | 310.4 (12.22)       | 144.3 (5.68)        | 86.3 (3.40)         | 2,287.8 (90.07)     |
| 평균 강수일수 (≥ 1.0 mm)                                     | 5.5                 | 6.0                 | 10.4                | 10.1                | 10.6                | 12.7                | 12.9                | 10.5                | 12.5                | 11.1                | 8.0                 | 5.4                 | 115.7               |
| 평균 월간 일조시간                                           | 172.3               | 158.6               | 170.8               | 186.6               | 189.8               | 134.5               | 157.8               | 185.4               | 114.3               | 117.4               | 141.3               | 155.2               | 1,884.1             |
| 출처: 일본 기상청 (평년값: 1991년~2020년, 극값: 1977년~현재) |                     |                     |                     |                     |                     |                     |                     |                     |                     |                     |                     |                     |                     |

## 인구
| 연도 | 인구  | ±%     |
| ---- | ----- | ------ |
| 1940 | 2,623 | —      |
| 1950 | 3,683 | +40.4% |
| 1960 | 3,361 | −8.7%  |
| 1970 | 4,079 | +21.4% |
| 1980 | 4,637 | +13.7% |
| 1990 | 5,040 | +8.7%  |
| 2000 | 5,274 | +4.6%  |
| 2010 | 5,324 | +0.9%  |

## 역사
조몬 시대 유적이 촌내 곳곳에서 발견된다. 산업은 호수를 이용한 소규모 어업 외에 후지산 기슭의 입회지에서 목재 생산이 있다. 근세 후기에는 양잠이 보급되었다. 근대에는 입회지가 국가 소유가 되었기 때문에 감자나 옥수수 재배, 직물 등의 새로운 산업을 받아들였으며 최근에는 관광업에 힘을 쓰고 있다.
- 1889년 4월 1일 - 정촌제 시행으로 미나미쓰루군 나카노촌이 성립하였다.
- 1965년 1월 1일 - 나카노촌이 야마나카코촌으로 개칭하였다.
- 2020년 12월 1일 - 개칭 55주년을 기념하여 「야마나카코촌 민가」를 제정하였다.

## 교통

### 도로
- 히가시후지고코 도로
- 국도 138호선
- 국도 413호선